# Jailhouse
I Jailhouse furono un gruppo heavy metal fondato a Los Angeles nel 1988.

## Storia
La band di Los Angeles viene fondata nell'agosto 1988, dal chitarrista Amir Derakh, Matt Thorr ed il batterista David Alford. Questi tre membri erano reduci dal recente scioglimento dei Rough Cutt a causa dell'abbandono del cantante Paul Shortino che raggiunse i Quiet Riot. Thorr e Alford erano stati inoltre membri della primissima formazione dei Ratt, tra il 1978 e il 1981, quando ancora il gruppo era nominato Mickey Ratt.
La formazione della band venne completata dal chitarrista Michael Raphael e del cantante Danny Simon. I Jailhouse realizzarono il mini live-album Alive In A Mad World, registrato al Roxy Club di Hollywood e pubblicato per la Restless Records nel 1989. Il disco includeva quattro tracce live, tra cui la reinterpretazione dei Thin Lizzy "Jailbreak", in aggiunta alla traccia acustica "Stand Up".
Inoltre il ricavato di quest'album venne devoluto in beneficenza alle fondazioni "National Runaway Switchboard" e "Options House", in aiuto ai bambini bisognosi.
I Jailhouse vennero trasmessi nelle radio e su MTV con le hit "Please Come Back" e "Modern Girl". Successivamente il gruppo trovò un accordo con la Enigma Records, ma poco dopo questa dichiarò la bancarotta.
Alcune voci affermarono che una temporanea formazione dei Jailhouse vide come sostituti il bassista dei Warlock Tommy Hendrikson ed il batterista Ricky Parent, entrambi membri della band War & Peace, fronteggiata dal bassista dei Dokken Jeff Pilson. Ma a causa del mancato contratto discografico e del sorgere del movimento grunge, il gruppo si sciolse attorno al 1991.
Nel 1992 Simon fondò la band Grind assieme all'ex batterista dei Femme Fatale Bobby Murray.
Anche il chitarrista Michael Raphael fondò la band Neve, che in accordo con la Columbia Records infine ebbe breve durata. Rapahel collaborò in veste di compositore nel disco dei Nelson Imaginator, che venne registrato nel 1992, ma pubblicato appena nel 1996.
Danny Simon cambiò nome in Simon Daniels e fondò la band The Flood.
Raphael diverrà collaboratore e songwriter dei Tuff e del loro leader Stevie Rachelle. Parteciperò infatti a due album solisti dello stesso Rachelle, oltre ad apparire nell'album dei Tuff Regurgitation (1997). Sul sito ufficiale dei Tuff infatti sono in vendita i dischi dei Jailhouse.
L'album in studio dei Jailhouse che non vide la luce durante il periodo di attività, venne poi pubblicato per la De Rock Records nel 1998 come Jailhouse.
Derakh, dopo aver cambiato completamente immagine e stile musicale, emerse con la nu metal band Orgy guadagnando il platino.
Nel 2004 le vecchie tracce dei Jailhouse "Sweet Angel", "Stand Up" e "Tell Me Why" venne incluse nella compilation Kings of Sunset Strip - Volume 1 della RLS Records (di proprietà di Stevie Rachelle). Verso metà del 2005 Amir Derakh coprì il ruolo di co-produttore nell'album solista del frontman dei Linkin Park Chester Bennington. Lo stesso anno Michael Raphael venne arruolato come turnista da Jani Lane (ex Warrant).
Simon partecipò ai backing vocals dell'omonimo album di Mandy Moore nel 2001.

## Formazione
- Danny Simon - voce
- Amir Derakh - chitarra
- Michael Raphael - chitarra
- Matt Thorne - basso
- David Alford - batteria

## Discografia

### Album in studio
- 1998 - Jailhouse

### Live
- 1989 - Alive in a Mad World